# Die Bestie im Herzen
Die Bestie im Herzen ist ein italienisches Filmdrama aus dem Jahr 2005. Die Literaturverfilmung wurde von der Autorin Cristina Comencini sowohl als Drehbuch adaptiert als auch als Film inszeniert. Der Film war 2006 für den Oscar in der Kategorie Bester fremdsprachiger Film nominiert.

## Handlung
Sabina lebt in einer eigentlich glücklichen Beziehung mit Franco. Als sie feststellt, dass sie von ihm ein Kind erwartet, besucht sie über das Weihnachtsfest ihren in den Vereinigten Staaten lebenden Bruder Daniele. Sie will mit ihm über ihre Kindheit sprechen. Es stellt sich heraus, dass der Vater der beiden Daniele mehrfach missbraucht und die Mutter dieses Handeln zum Familienerhalt gedeckt hat. Daniele erzählt Sabina weiterhin, dass er sich erst gegen den Missbrauch zur Wehr setzen konnte, als er vermutete, dass der Vater sich bald auch an ihr vergehen würde. Die Mutter bat ihn, niemanden etwas zu erzählen, da der Vater krank sei, es nur ein Laster wäre und er niemanden schaden wolle, was Daniele offenbar auch nicht tat. Als der Vater später auf dem Sterbebett lag und Daniele gestand, Sabina, als sie sehr klein war, ebenfalls zweimal missbraucht zu haben und Daniele nicht erkennen konnte, dass dies dem Vater irgendwelche Gewissensbisse bereitete, injizierte er ihm die doppelte Dosis Morphium. Der Vater fiel ins Koma und verstarb wenige Stunden später.
Unterdessen in Italien verlieben sich die zwei Freundinnen Sabinas. Das sind die blinde Emilia, die bis dahin eine Leidenschaft für Sabina hegte, und Maria, die von ihrem Mann für eine Freundin der Tochter verlassen wurde.

## Hintergrund
Der Film spielte in Italien 4.973.000 € an den Kinokassen ein.

## Auszeichnungen
Angela Finocchiaro bekam für ihre Rolle der Maria 2006 den Nastro d’Argento als beste Nebendarstellerin verliehen. Der Kameramann Fabio Cianchetti ist für seine Arbeit in La bestia nel cuore und Der Tiger und der Schnee mit dem Nastro d’Argento Beste Kamera ausgezeichnet worden.
Der Film ist bei den Internationalen Filmfestspielen von Venedig 2005 gezeigt worden, wo Giovanna Mezzogiorno die Coppa Volpi als Beste Darstellerin verliehen bekam.
Der Film war auch für den Oscar in der Kategorie Bester fremdsprachiger Film nominiert, jedoch erst nachdem Private von Saverio Costanzo seitens der Academy als Wettbewerbsbeitrag zurückgewiesen wurde, da er nicht auf Italienisch gedreht worden war, und Giovanni Veronesi Manuale d’amore aus Gründen der Solidarität mit Costanzo vom Wettbewerb zurückzog.